# 姜在彦
姜 在彦（カン ジェオン、朝鮮語: 강재언、英語: KANG je-on, 1926年10月25日 - 2017年11月19日）は、朝鮮半島出身の歴史学者。朝鮮近代史、思想史を専門とした。花園大学客員教授。小説家の司馬遼太郎と親しかった。

## 経歴
1926年、日本統治下の済州島で生まれた。済州農業高校を卒業。
太平洋戦争終結後、朝鮮半島は解放されたが、1948年に朝鮮戦争が始まるとその初期に日本へ密航した。大阪商科大学で経済学を学び、同大学研究科を修了。その後は、 大阪市立大学など関西圏の多くの大学で非常勤講師を務めた。次第に研究テーマを朝鮮史に変え、1981年に学位論文『朝鮮の開化思想』を京都大学に提出して文学博士号を取得。1971～81年には、京都大学人文科学研究所研究員。1984年、花園大学嘱託教授となった。後に文学部客員教授。学界では、1989年より雑誌『季刊青丘』の編集委員をつとめた。
故郷朝鮮に心を寄せ続け、1970年代初めに関西地方において朝鮮史・朝鮮半島情勢に関心の高い日本人青年たちが作った「むくげの会」などと持続的に交流しながら、活発な講演活動を行った。1968年まで朝鮮民族運動に参加した。

## 受賞・栄典
- 1993年：第1回海外同胞賞を受賞。

## 研究内容・業績
- 専門は朝鮮近現代史・日朝関係史。
- 旧蔵書の多くが、「姜在彦文庫」として滋賀県立大学図書館に収められている[6]。

## 家族・親族
- 妻：竹中恵美子は経済学者。
- 長男：竹中均は社会学者。早稲田大学教授。

## 著作

### 著書
- 『朝鮮 歴史と風土』法律文化社 1966
- 『朝鮮近代史研究』日本評論社 1970
- 『近代朝鮮の思想』紀伊国屋書店・新書 1971
- 『近代朝鮮の変革思想』日本評論社 1973
- 『朝鮮の攘夷と開化 近代朝鮮にとっての日本』平凡社選書 1972
- 『近代における日本と朝鮮 朝鮮問題入門』すくらむ社・文庫 1978
- 『朝鮮の開化思想』岩波書店 1980
- 『日朝関係の虚構と実像』竜渓書舎 1980
- 『日本による朝鮮支配の40年』大阪書籍 朝日カルチャーブックス 1983 のち朝日文庫
- 『近代朝鮮の思想』未来社 1984
- 『朝鮮近代史』平凡社選書 1986 のち平凡社ライブラリー
- 『朝鮮の歴史と文化』大阪書籍 朝日カルチャーブックス 1987
- 『玄界灘に架けた歴史 日朝関係の光と影』大阪書籍 1988 のち朝日文庫
- 『世界の都市の物語 7 ソウル』文芸春秋 1992 のち文庫
- 『満州の朝鮮人パルチザン 一九三〇年代の東満・南満を中心として』青木書店 1993
- 『韓国と日本の交流史 近世篇』明石書店 講座制「民族大学」ブックレット 1994
- 『西洋と朝鮮 その異文化格闘の歴史』文芸春秋 1994 のち朝日選書
- 『姜在彦著作選』明石書店 1996
  - 第1巻（朝鮮の儒教と近代）
  - 第2巻（朝鮮近代の変革運動）
  - 第3巻（朝鮮の開化思想）
  - 第4巻 朝鮮の西学史 / 鈴木信昭訳
  - 第5巻（近代朝鮮の思想）
- 『「在日」からの視座 姜在彦在日論集』新幹社 1996
- 『金日成神話の歴史的検証 抗日パルチザンの<虚>と<実>』明石書店 1997
- 『朝鮮近代の風雲誌』青丘文化社 2000
- 『朝鮮儒教の二千年』朝日選書 2001 のち講談社学術文庫
- 『朝鮮通信使がみた日本』明石書店 2002
- 『歴史物語朝鮮半島』朝日選書 2006

### 共編著
- 『朝鮮の歴史』朴慶植共著 三一書房 三一新書 1957
- 『近代朝鮮の社会と思想』飯沼二郎共編 未来社 京都大学人文科学研究所報告 1981
- 『手記=在日朝鮮人』金達寿共編著 竜渓書舎 1981
- 『植民地期朝鮮の社会と抵抗』飯沼二郎共編 未来社 京都大学人文科学研究所報告 1982
- 『朝鮮における日窒コンツェルン』編 不二出版 1985
- 『日本と朝鮮の二千年』上田正昭共編 大阪書籍 朝日カルチャーブックス 1985
- 『在日韓国・朝鮮人-歴史と展望』金東勲共著 労働経済社 1989
- 『日朝交流史 新しい隣国関係を構築するために』李進煕共著 有斐閣選書 1995
- 『朝鮮学事始め』李進煕共編 旗田巍ほか著 青丘文化社 1997
- 『歳月は流水の如く』竹中恵美子共著 青丘文化社 2003

### 翻訳
- 『朝鮮歳時記』訳注 平凡社東洋文庫 1971
- 申維翰『海游録 朝鮮通信使の日本紀行』訳注 平凡社東洋文庫 1974

### 記念論文集
- 『論集朝鮮近現代史 姜在彦先生古稀記念論文集』河合和男、飛田雄一、水野直樹、宮嶋博史編 明石書店 1996